# Chinesische Staatsphilosophie
Als chinesische Staatsphilosophie (oder Staatstheorie) werden mögliche Definitionen, Entstehung, Formen, Aufgaben und Ziele des Staates sowie dessen institutionelle, soziale, ethische und juristische Bedingungen und Grenzen mit speziellem China-Bezug behandelt.
Als Teilgebiet der Politischen Philosophie und Konkretion der Allgemeinen Staatslehre berühren Staatstheorien deshalb oftmals Fragestellungen, die mehrere Einzelwissenschaften gleichzeitig betreffen, darunter: die Philosophie, die Theologie, die Politikwissenschaft, die Rechtswissenschaft, die Soziologie und die Volkswirtschaftslehre. Die praktische Philosophie beschäftigt sich im westlichen Kulturkreis spätestens seit Platon mit dem Wesen des Staates. Hierbei spielte der legitime Ursprung des Staates und seine gerechte Organisation eine große Rolle.
Die Achsenzeit der antiken Hochkulturen ist in diesem Kontext ohne China nicht vorstellbar, denn die Geschichte Chinas brachte eine Vielzahl philosophischer Denkschulen hervor, die auch Staatsphilosophien beinhalteten. Frühe Philosophen, wie Konfuzius (孔子), Mozi (墨子) und Laozi (老子), beschäftigten sich bereits mit dem Staat und der Art des Regierens.
Die wichtigsten politischen Denkschulen Chinas werden von Gregor Paul folgendermaßen klassifiziert:
| Herrschaftsträger          | Wohl der „Beherrschten“ bzw. „Regierten“ | Wohl der Herrschenden | Wohl der Herrschenden und Beherrschten           | Individuelles Wohl eines jeden |
| Personen                   | Klassischer Konfuzianismus, Mohismus     | Legalismus, Maoismus  | Song-Konfuzianismus                              |                                |
| Institutionen              | Demokratie                               |                       |                                                  |                                |
| Personen und Institutionen | „Sunyatsenismus“, Neu-Konfuzianismus     |                       | Kommunistische Partei Chinas, Neu-Konfuzianismus |                                |
| „Natur“ oder „Anarchismus“ |                                          |                       |                                                  | Daoismus                       |

## Der klassische Konfuzianismus
Kong Qiu (孔丘), ein Philosoph des 6. und 5. vorchristlichen Jahrhunderts, der später auch im Ausland unter der Latinisierung Konfuzius (von chin. Kongfuzi 孔夫子) Bekanntheit erlangte und dessen Lehren dort als Synonym für die ostasiatische Kultur werden sollten, lebte in einer Zeit des Zusammenbruchs der alten Ordnung und kriegerischer Wirren. Aus diesem Grund stellte Kong die gesellschaftliche Ordnung und den Humanismus (ren 仁) und Gerechtigkeit (yi 義) in den Vordergrund seiner Überlegungen. Diese sollten bereits auf unterster Ebene in der Familie verwirklicht werden und sich bis zur höchsten Staatsebene fortsetzen. Sittlichkeit stand folglich über dem Gesetz und über den Weisungen eines Herrschers. Dabei respektierte Kong durchaus die Hierarchien von Herrscher über den Beherrschten, Mann über Frau, alt über jung. Aus diesem Grund warnte Kong vor einer Leitung des Volkes durch Administration und seiner Ausrichtung durch Strafe. Stattdessen warb er für eine Regierung durch Tugend (德) und Sittlichkeit (li 禮).
Die auf Kong zurückgehende Denkschule des Konfuzianismus schloss weitere bedeutende Philosophen ein, wie etwa den Konfuzianer Mengzi (孟子), welcher das Volk im Mittelpunkt des benevolenten Wirkens eines Herrschers sah. Aus diesem Grund habe der Herrscher kein Mandat von einem anderen Herrscher, sondern nur durch den Himmel im Zusammenspiel mit dem Volk. Das Volk sei das Höchste, der Herrscher das Unwichtigste im Staat. Handele der Herrscher gegen Menschlichkeit und Gerechtigkeit, so verliere er das Mandat des Himmels und dürfe gestürzt werden.
Ein weiterer Konfuzianer, Dong Zhongshu (董仲舒), verteidigte General Zifan aus dem 6. vorchristlichen Jahrhundert, der den Befehl seines Fürsten missachtete und Frieden mit einer belagerten Stadt schloss, weil er Mitleid mit der hungernden Bevölkerung hatte. Dong berief sich auf einen Ausspruch von Konfuzius: „Nichts hat vor der Menschlichkeit den Vorrang.“
Unter den Konfuzianern prägte schließlich Xunzi (荀子) nachfolgende Herrschaftsbewertungen durch die Betonung des Gerechtigkeitsgedankens.
In der Han-Dynastie (206 v. Chr. – 220 n. Chr.) fand der einstmals „rebellische“ Konfuzianismus Einzug in die Staatspraxis, indem er ordnungspolitische Funktionen übernahm. In der Folgezeit wurde er allerdings durch die Einflüsse des Legalismus in seinen herrschaftskritischen Aspekten „zurückgestutzt und quasi legalistisch versetzt“ (Roetz).

## Der Mohismus
Der im späten 5. Jahrhundert lebende Mo Di (墨翟), später Mozi (墨子) genannt, stellte Gerechtigkeit und den Nutzen für das Volk als Kriterien in den Vordergrund des Regierungshandeln. Da psychologisch bedingte Fehlverhalten, wie Egoismus, Geltungs- und Gefallsucht, dagegen ständen, müsse der Staat die Menschen darüber aufklären und sie motivieren.

## Der Daoismus
Die auf Laozi (老子) zurückgehende Schule des Daoismus gilt heutigen Wissenschaftlern als Protestideologie gegen bestehende Verhältnisse. Damit steht sie radikal gegen bisherige Herrschaftspraktiken, aber auch gegen Philosophien, den Staat aktiv zu verbessern. Vielmehr propagierte er den Verzicht auf überflüssige Einflussnahme. Damit werde das Volk seiner Natur entsprechende Problemlösungen finden.

## Der Legalismus
Legalisten betrachteten das menschliche Wesen als schlecht. Erziehung könne den Menschen nicht bessern. Dies sei nur durch Strafen möglich. Die konfuzianische Auffassung, wonach Menschlichkeit über dem Recht bzw. über dem Gebot des Herrschers stehen solle, galt dem Legalisten Han Fei (韓非) als Untergrabung der Staatsräson. Er, der neben Shang Yang (商鞅) als wichtige Vordenker des Legalismus gilt, hielt weder die Staatsvorstellungen des Konfuzianismus oder des Mohismus noch die Utopien selbstregulierender Ordnung für praktikabel. Vielmehr entwickelte er Konzepte totalitärer Herrschaft mit einem Katalog von Verboten, Verfolgung Andersdenkender, einem Denunziationssystem, drakonischen Strafen und der Indoktrination zur Selbstaufopferung. In seiner extremsten Form wurde der Legalismus in seiner Entstehungszeit der Qin-Dynastie ausgeübt, blieb aber in den folgenden Dynastien bis zum Jahr 1912 erhalten. Im Terror der Kulturrevolution der 1960er und 1970er Jahre erlebte der Legalismus eine Renaissance.

## Der Neokonfuzianismus
Obgleich Konfuzianismus und Legalismus als Elemente im Herrschaftswesen nach der Qin-Dynastie beibehalten wurden, kam es erstmals in der Song-Dynastie (960 – 1279) zu einer Synthese der sich zunächst grundsätzlich widersprechenden Philosophien von Konfuzianismus und Legalismus. Praktische Vorschläge zur Sozialreform machten in dieser Zeit die Konfuzianer, indem sie ungleiche Eigentumsverhältnisse anprangerten. Da sie zudem den Herrscher in der Pflicht sahen, für die Einhaltung der kosmischen Moralprinzipien zu sorgen, waren sie der Auffassung, nur eine herausragend sittliche Person dürfe das Amt des Kaisers bekleiden. Aus diesem Grund versuchten die Konfuzianer, entsprechend auf die Herrscher einzuwirken.

## Staatsvorstellungen der Taiping-Bewegung
Der Taiping-Aufstand (1851–1864) gehört neben der Herrschaft Mao Zedongs und dem Zweiten Weltkrieg zu den blutigsten Ereignissen der neueren Geschichte Chinas. Das durch den Einfall ausländischer Mächte und den von ihnen geförderten Opiumkonsum in der Bevölkerung geschwächt, befand sich China is einer desolaten Lage. Der Mystiker Hong Xiuquan (洪秀全) verband antimandschurische, sozialrevolutionäre und religiöse Vorstellungen, um ein „Himmlisches Reich des höchsten Friedens“ zu begründen, dem er als König vorstand. Seine Ideologie verband christliche, taoistische, buddhistische und konfuzianische Gleichheitsgedanken. Frauen hatten in der Taiping-Gesellschaft einen höheren Rang als im übrigen China und konnten Beamtinnen oder Offiziere werden. Hong ließ das Privateigentum und die gesellschaftlichen Klassen abschaffen, während Opium-, Tabak- und Alkoholkonsum sowie Polygamie, Sklaverei und Prostitution bei Androhung schwerer Strafen verboten wurden. In den Beamtenprüfungen verzichtete das Reich auf das Wissen der konfuzianischen Klassiker und prüfte stattdessen Kenntnisse des Christentums ab.

## Demokratievorstellungen des 19. Jahrhunderts
In Folge des Niedergangs Chinas nach dem Eindringen ausländischer Mächte und der Unfähigkeit der kaiserlichen Regierung, das Land wiedererstarken zu lassen und es zu modernisieren, machten chinesische Würdenträger, Beamte und Intellektuelle innerhalb der Selbststärkungsbewegung Vorschläge für überfällige Reformen. Die Bewegung scheiterte jedoch am Reformunwillen des Kaiserhofes. Vorläufiger Höhepunkt der offensichtlichen Schwächung Chinas war der Erste Japanisch-Chinesische Krieg, bei dessen Ende 1895 Japan als Sieger hervorging, dem China Teile der Mandschurei und die Inselprovinz Taiwan abtreten musste. Dieser Vorgang war das Schlüsselerlebnis sowohl für Monarchisten um Kang Youwei (康有為) als auch für revolutionäre Republikaner um Sun Yat-sen (孫逸仙), die Demokratie als stabilisierendes Element des Staates einzufordern. Tatsächlich schien Kang Gehör bei dem kürzlich inthronisierten Kaiser Guangxu (光緒) zu finden, der Kangs Vorschläge mit immer neuen Dekreten in die Tat umsetzte. Nach drei Monaten von Gegnern am Hof schließlich entmachtet, endeten schließlich auch seine Reformvorhaben. Diese Tatsache schien den Vorwurf Sun Yat-sens zu bestätigen, die Monarchie sei nicht mehr reformfähig.

## Sun Yatsens Drei Prinzipien des Volkes
Mit dem Zusammenbruch des Kaiserreiches schien Sun Yat-sen sein Ziel erreicht zu haben, eine Republik China zu gründen, deren Staatsideologie der Drei Prinzipien des Volkes das Land stärken und modernisieren sollte. Das von Sun entwickelte Konzept der Drei Prinzipien des Volkes sollte von seiner Partei Kuomintang als Avantgarde umgesetzt werden und schloss die Elemente 1) des Aufbaus eines vom Ausland unabhängigen Staates und des Bürgerbewusstseins (oft als „Nationalismus“ übersetzt, 2) der sozialen Gerechtigkeit (als „Sozialismus“ übersetzt) und 3) der Demokratie ein. Diese Staatsziele sollten in Etappen erreicht werden, in denen die Bevölkerung für die Ziele zu instruieren war. Auseinandersetzungen mit in- und ausländischen restaurativen Kräften, Partikularmachthabern („Warlords“), mit der 1921 gegründeten Kommunistischen Partei Chinas sowie mit innerparteilichen Gegnern in der Kuomintang trugen zur Destabilisierung der Republik bei, sodass keine Zentralgewalt Suns Ideologie durchsetzen konnte. Rudimentäre Reformen im Sinne Suns nach der militärischen Vereinigung Chinas unter Chiang Kai-shek 1928 sowie nach dem Zweiten Weltkrieg die Verfassungsgebung von 1946, die erst nach der Wiederherstellung der staatlichen Ordnung möglich wurde, bilden eine Ausnahme. Nach der Retrozession Taiwans an China 1945 und dem verlorenen Bürgerkrieg 1949 verlegte die Kuomintang-Regierung ihren Sitz nach Taipeh und verwirklichte die Ziele Suns inklusive der Demokratisierung.

## Die Sozialdemokratie
Die ursprünglich aus ehemals monarchistischen bzw. konstitutionalistischen Kreisen um Liang Qichao und dessen Fortschrittspartei entstandene Sozialdemokratie blieb bis zum Kriegsende im Vergleich zur Regierungspartei Kuomintang bzw. zur Kommunistischen Partei Chinas wenig einflussreich. Ihre oppositionelle Politik richtete sich gegen die Dominanz der Kuomintang im Staat, die für eine Übergangszeit sowohl von Sun Yat-sen als auch von Chiang Kai-shek zur Stabilisierung der Republik China und für die Anleitung der Bürger über ihre Rechte und Pflichten im Staat für unabdingbar erachtet wurde. Repräsentiert wurden die Sozialdemokraten durch die Nationale Sozialistische Partei Chinas (中國國家社會黨), die keine Gemeinsamkeiten mit dem Gedankengut der Nationalsozialisten, sondern mit dem ihrer Gegner, der deutschen Sozialdemokraten, hatte. Ihr profilierter Vorsitzender Zhang Junmai (張君勱) kritisierte folglich Faschismus und Kommunismus gleichermaßen. 1941 wurde die Nationale Sozialistische Partei Chinas Mitgliedsorganisation der oppositionellen Demokratische Liga Chinas. 1946 änderte die Partei ihren Namen in „Demokratisch-Sozialistische Partei Chinas“ (中國民主社會黨). Im gleichen Jahr gehörte Zhang Junmai federführend zu den Autoren der neuen Verfassung der Republik China, der neben dem Verfassungsideal der Weimarer Republik auch moderne Verfassungsvorstellungen einbrachte. Mit der Polarisierung zwischen der Kuomintang und der Kommunistischen Partei Chinas verließ ein Großteil der Sozialdemokraten die Demokratische Liga, während der andere Teil – ohne die Parteistrukturen beizubehalten – in der Liga aufging und Bündnispartner der KP wurde. Nach dem Sieg der kommunistischen Revolution verlegte die Demokratisch-Sozialistische Partei Chinas ihren Sitz nach Taiwan. Da dort die Verfassungsorgane der Republik China fortbestanden, gehörte sie mit der Jung-China Partei zu den kleinen Parteien in der Nationalversammlung und im Legislativ-Yuan.

## Kommunistische Staatsvorstellungen
Unter dem Slogan „Neue Demokratie“ hatte Mao Zedong (毛泽东) einen Teil jener politischen Kräfte an sich gebunden, die in Opposition zur Kuomintang und Präsident Chiang Kai-shek standen. Nachdem die von ihm geführte Revolution gesiegt hatte und die Volksrepublik China ausgerufen wurde, duldete Mao ihre Vereinigungen als „Acht demokratische Parteien und Gruppen“, da sie sich der Kommunistischen Partei Chinas bedingungslos unterworfen hatten. Während der Zerschlagung der Opposition und der Verfolgung weiter Bevölkerungskreise berief man sich auf den Demokratischen Zentralismus als Organisationsform der Parteien und auf die Diktatur des Proletariats. Mao Zedongs Staatsvorstellungen, Teil der Gedankenwelt des „Maoismus“, gingen von einem chinesischen Weg des Marxismus-Leninismus, von der führenden Klasse der Bauern anstelle der Industriearbeiter in der revolutionären Umgestaltung sowie von permanenter, gewalttätiger Ausübung der Revolution und des Klassenkampfes aus. Dabei nahm Mao in Kauf, dass das eigene Recht außer Kraft gesetzt und staatliche Organe handlungsunfähig wurden. Nach Maos Tod und der Machtübernahme Deng Xiaopings wurden die Staatsorgane und staatliche Verwaltung wieder aktiviert. Dabei blieb die Kommunistische Partei Chinas weiterhin bestimmender Faktor des staatlichen Handelns. Eine fortschreitende Verrechtlichung dieser Rahmenbedingungen folgte unter den Parteivorsitzenden Hu Yaobang, Zhao Ziyang, Jiang Zemin, Hu Jintao und Xi Jinping.

## Neuere Demokratieentwicklungen
Die Forderung von Wei Jingsheng und anderen politischen Aktivisten, in China sollte ein demokratisches System eingeführt werden, wurde unter Deng Xiaoping mit politischer Verfolgung der Oppositionellen beantwortet. Nachdem auch die KP-Führung von liberalen Strömungen erfasst wurde, wurden nach landesweiten Demonstrationen 1986/87 KP-Generalsekretär Hu Yaobang und in der Folge des Tian’anmen-Massakers 1989 dessen Nachfolger Zhao Ziyang entmachtet. Hus und Zhaos Nachfolger Jiang Zemin, Hu Jintao und Xi Jinping benutzten zwar stets den Begriff „Demokratie“, ohne damit die Elemente des Liberalismus, der Meinungs- und Medienfreiheit, der oppositionellen Freiheit, der freien Parteiengründung oder der unabhängigen Kandidaturen und unbehinderten Wahlen zu verbinden. Insoweit werden chinesische Wissenschaftler, wie Yu Keping, welche mehr Demokratie in der Volksrepublik China gutheißen, von ausländischen Beobachtern oftmals als Akteure der chinesischen Propaganda betrachtet.
Die Wiederherstellung der Verfassungsrechte der Republik China auf Taiwan im Jahr 1986 konnte innerhalb einer chinesischen Gesellschaft eine für Jahrzehnte stabile Demokratie schaffen. Die britische Kronkolonie Hongkong erhielt dagegen von der Kolonialverwaltung kurz vor der Retrozession an China ein demokratisches System, das allerdings nach der Abtretung von der Volksrepublik China im Jahr 1997 wieder eingeschränkt wurde.

## Der Neukonfuzianismus
Eine Wiederbesinnung auf konfuzianische Werte ist seit dem 20. Jahrhundert als Phänomen feststellbar. Zu den frühesten Vertretern des Neukonfuzianismus gehört der Sozialdemokrat Zhang Junmai in der ersten Hälfte des 20. Jahrhunderts. Inzwischen existiert bereits eine vierte Generation des Neukonfuzianismus, dessen bekanntester Vertreter Jiang Qing (蒋庆) ist. Seine humanistische Interpretation des Marxismus und die Frage nach Legitimation von politischer Macht findet in der Volksrepublik China große Beachtung.